# Fitzhead
Fitzhead är en ort och civil parish i Storbritannien.   Den ligger i grevskapet Somerset och riksdelen England, i den södra delen av landet, 220 km väster om huvudstaden London. Fitzhead ligger 104 meter över havet och antalet invånare är 264.
Terrängen runt Fitzhead är platt åt sydost, men åt nordväst är den kuperad. Runt Fitzhead är det ganska tätbefolkat, med 134 invånare per kvadratkilometer. Närmaste större samhälle är Taunton, 11,4 km öster om Fitzhead. Trakten runt Fitzhead består i huvudsak av gräsmarker.